# Kadokawa Shōten
Kadokawa Shōten (角川書店?), anteriormente conocida como Kadokawa Shōten Publishing Co., Ltd. (株式会社角川書店 Kabushiki gaisha Kadokawa Shōten?), 

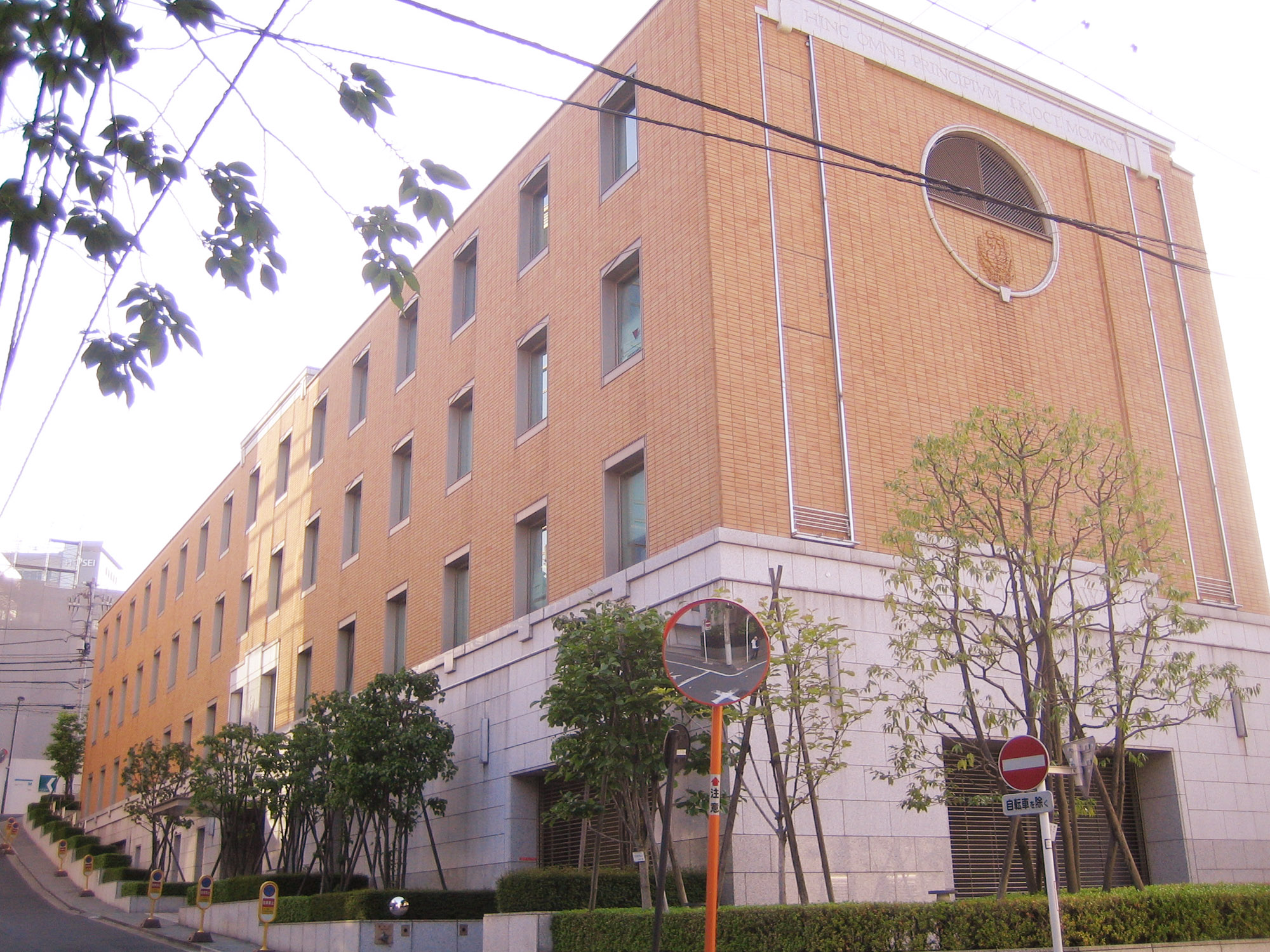
Kadokawa Shoten

es una editorial y división japonesa de Kadokawa Future Publishing con sede en Tokio, Japón. Se convirtió en una división interna de Kadokawa Corporation el 1 de octubre de 2013. Kadokawa publica manga, novelas ligeras, revistas de antología de manga como Gekkan Asuka y Gekkan Shōnen Ace, y revistas de entretenimiento como Newtype. Desde su fundación, Kadokawa se ha expandido al sector multimedia, tanto en videojuegos (como Kadokawa Games) y en películas animadas y de acción en vivo (como Kadokawa Pictures).

## Revistas o mangas publicadas por esta editorial

### Revistas
En esta lista figuran las revistas actuales, según la web de Kadokawa:
- Gekkan Asuka
- Asuka CIEL
- Comic Charge
- Dragon Age
- Gosick RED
- Gundam Ace
- Kerokero Ace
- Shōnen Ace

### Manga
- Higurashi No Naku Koro Ni Gou
- Higurashi No Naku Koro Ni Meguri
- Sora no Otoshimono
- Deadman Wonderland
- Mirai Nikki
- Amagi Brilliant Park
- Junjō Romantica
- Sekaiichi Hatsukoi
- Love Stage!!
- Lucky☆Star~
- servamp
- Sekai-ichi Hatsukoi
- Sword Art Online
- Nichijou
- Yōjo Senki
- July Fall
- Super Lovers
- Code Geass
- Bungō Stray Dogs Wan!

### Novelas ligeras
- Beans Ace
- Overlord
- Dragon Magazine
- Eromanga Sensei
- Suzumiya Haruhi no Yūutsu
- The Ruby
- The Sneaker
- Kyō Kara Maō!
- No Game No Life
- Shinmai Maou No Testament
- Re:Zero
- Android Love
- Mondaiji-tachi ga Isekai Kara Kuru sõ Desu yo?
- Tate no Yūsha no Nariagari
- Shinchō Yūsha: Kono Yūsha ga Ore TUEEE Kuse ni Shinchō Sugiru
- Saikyō Degarashi Ōji no Anyaku Teii Arasoi: Munō wo Enjiru SS Rank Ōji wa Kōi Keishōsen wo Kage kara Shihai suru
- Date A Live
- Fate/strange fake
- Gakusen Toshi Asterisk
- High School DxD
- Kono Subarashii Sekai ni Shukufuku o!
- Absolute Duo
- Magic Explorer

### Multimedia
- Comptiq
- Comptiq Ace (Comp Ace)
- Newtype Magazine
- Newtype The Live

### Suplementos especiales (Bessatsu)
- Asuka CIEL Très Très (especial bimestral de Asuka CIEL)
- Beans Ace (especial bimestral de Asuka que acompaña a la edición de ésta)
- Comptiq Heroines (Comp H's) (especial de Comp Ace que acompaña a la edición de ésta)
- Comp Selections (especial de Comptiq)
- Dragon Age Pure (especial de Dragon Age)
- Gundam Ace Special (especial de Gundam Ace)
- Keroro Rando (especial de Shonen Ace)
- Newtype The Romance (especial estacional de Newtype Magazine)
- Shonen Ace Salt (especial estacional del Shonen Ace)
- TYPE-MOON Ace (especial de Comptiq)
- VOICE Newtype (especial de Newtype)

## Sellos de publicación de novelas ligeras
- Beans Bunko (shoujo)
- Sneaker Bunko (shounen/seinen)
- Ruby Bunko (BL)
- Fujimi Fantasia Bunko
- Fujimi Mystery Bunko

## Películas producidas
- Ringu (1998)
- Ringu 2 (1999)
- Rasen (1999)
- Ringu 0: Bāsudei (2000)
- Dark Water (2002)
- Chakushin Ari (2003)
- Yogen (2004)
- Kasen (2004)
- Chakushin Ari 2 (2005)
- Rinne (2005)
- Chakushin Ari: Final (2006)
- Yokozawa Takafumi No Baai (2014)